# 빌카비슈키스구

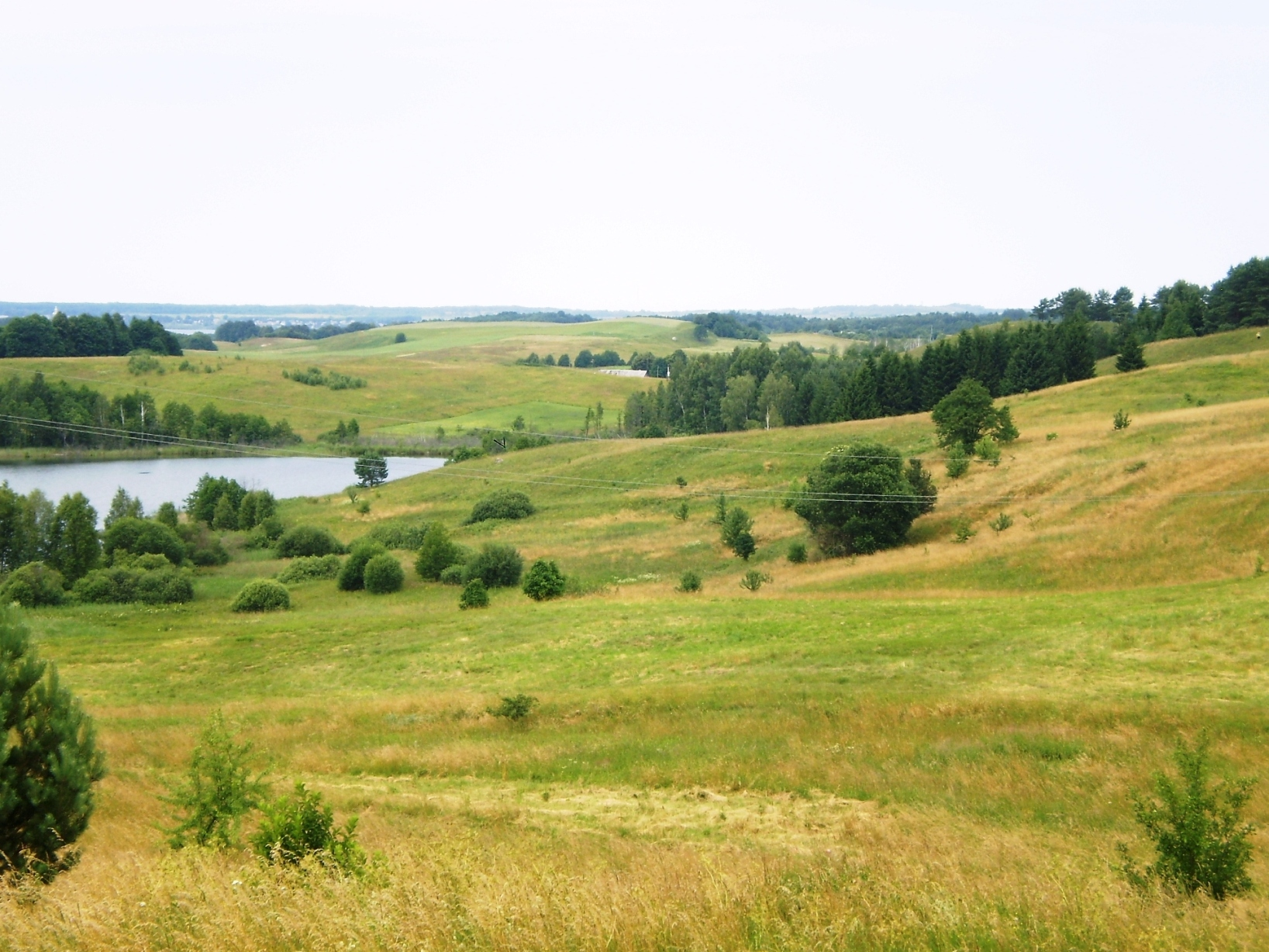
빌카비슈키스구에 위치한 수두바고원

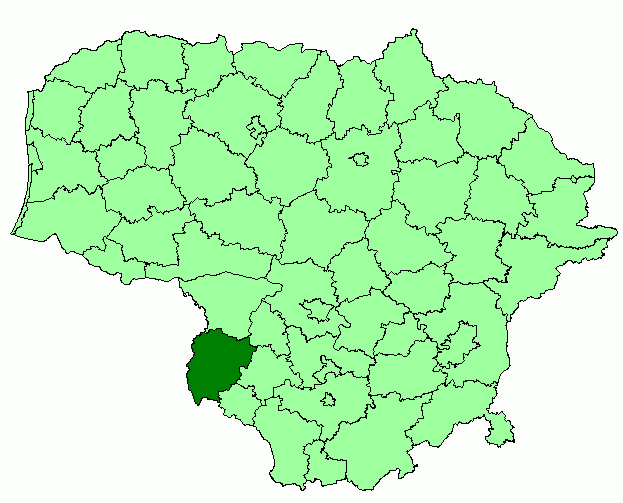
빌카비슈키스구의 위치

빌카비슈키스구(리투아니아어: Vilkaviškio rajono savivaldybė)는 리투아니아 마리얌폴레주를 구성하는 5개 지방 자치체 가운데 하나로 행정 중심지는 빌카비슈키스이며 면적은 1,262km2, 인구는 39,465명(2015년 기준), 인구 밀도는 31.3명/km2이다. 12개 장로구를 관할한다. 마리얌폴레주 샤캬이구, 카즐루루다시, 마리얌폴레시, 칼바리야시와 접하며 서쪽으로는 러시아 칼리닌그라드주와 국경을 접한다.

지방 자치체 문장